# Flaiano (cràter)

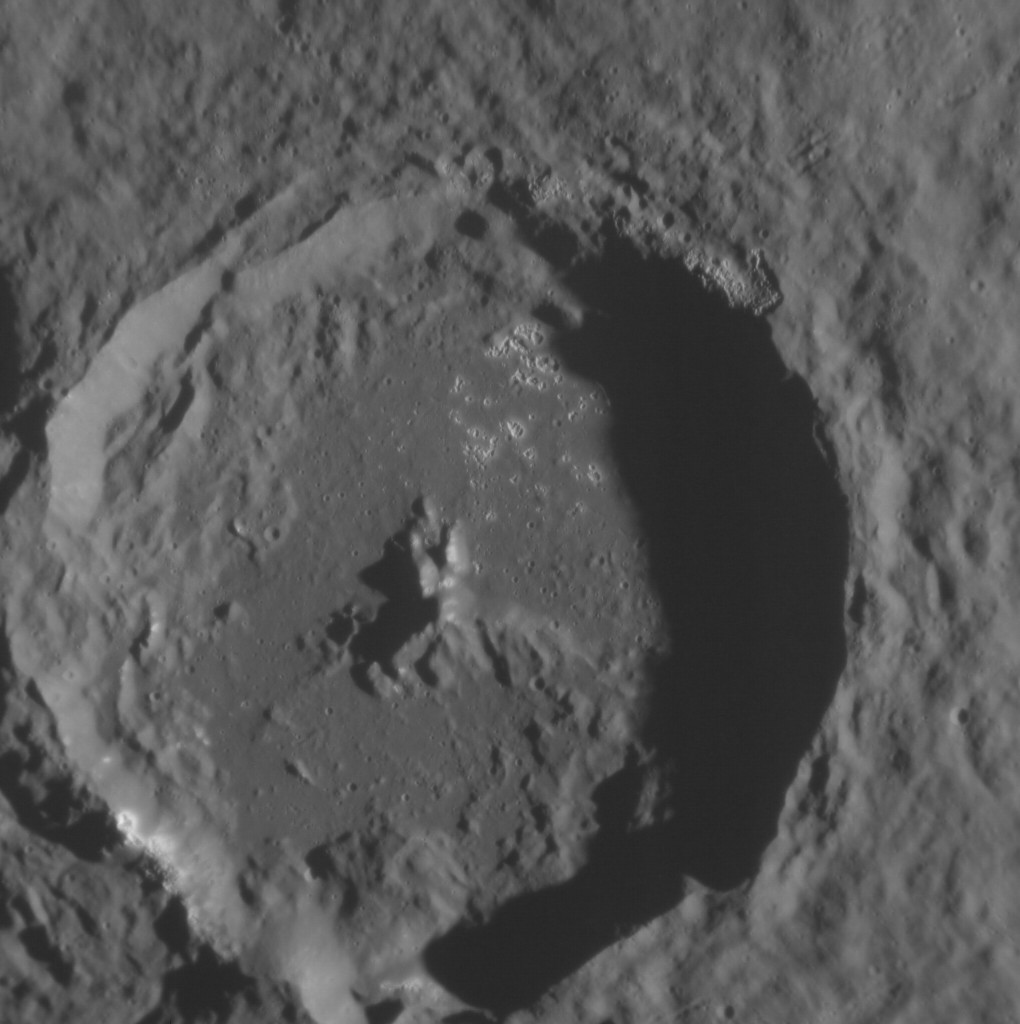
Fotografia del cràter Flamant feta per la sonda Messenger.

Flaiano és un cràter d'impacte en el planeta Mercuri de 43 km de diàmetre. Porta el nom de l'escriptor italià Ennio Flaiano (1910-1972), i el seu nom va ser aprovat per la Unió Astronòmica Internacional el 2013.